# MegaMan NT Warrior Axess
MegaMan NT Warrior Axess (ロックマンエグゼ AXESS?, Rokkuman Eguze Akusesu) è la seconda stagione della serie MegaMan NT Warrior, trasmessa originariamente in Giappone su TV Tokyo dal 4 ottobre 2003 al 25 settembre 2004, con un totale di 51 episodi.
L'anime ha una sua storia originale nonostante prenda in prestito elementi dalla controparte videoludica Mega Man Battle Network 3, Mega Man Battle Network 4 e Mega Man Network Transmission.
Axess è l'ultima stagione dell'anime a venire doppiata e trasmessa in Italia. Viene seguita da MegaMan NT Warrior Stream.
Nel 2023, in occasione dell'uscita di Mega Man Battle Network Legacy Collection, Capcom Japan e USA ha ricaricato la serie completa dell'anime (fino alla seconda stagione nella versione statunitense) sui propri canali ufficiali Twitch e YouTube.

## Trama ed ambientazione
Ambientato pochi mesi dopo la fine di MegaMan NT Warrior, Lan Hikari, MegaMan e i loro amici si ritrovano a dover affrontare il Dr. Regal, l'organizzazione Nebula, la minaccia dei Dark Chip, ShadeMan e i suoi Darkloid, il tutto mentre lo SciLab cerca di trovare un modo per creare la Cross Fusion. Inizialmente non hanno successo fino a quando non riescono a catturare un convertitore di area dimensionale da Nebula, il quale permette a Lan e MegaMan di ultimare la Cross Fusion. In seguito anche Chaud Blaze e ProtoMan otterranno tale abilità. Così facendo, Lan e Chaud, insieme ai rispettivi Net Navi, combatteranno i Darkloid sia nel CyberWorld che nel mondo reale.
MegaMan acquisirà poi anche l'abilità di utilizzare la Double Soul, la quale li consentirà di fondersi con un altro Net Navi e ottenere i propri poteri.

## Personaggi principali

### Umani
- Lan Hikari/Fusione Incrociata MegaMan, doppiato da Alessandro Vanni
- Chaud Blaze/Fusione Incrociata ProtoMan, doppiato da Alessio Nissolino
- Dex Oyama, doppiato da Paolo Vivio
- Maylù Sakurai, doppiata da Letizia Ciampa
- Maddy Iroaya, doppiata da Domitilla D'Amico
- Maysa/Capitan Beef, doppiato da Gerolamo Alchieri
- Miyu Kuroi/Mysteriyu, doppiata da Daniela Calò
- Tory Froid, doppiato da Jacopo Castagna
- Sal/Black Rose, doppiata da Eleonora Reti
- Dr. Regal
- Ms. Mari, doppiata da Rita Baldini
- Ms. Yuri
- Gorou Misaki
- Yai Ayano, doppiata da Perla Liberatori
- Yuichiro Hikari, doppiato da Francesco Prando
- Haruka Hikari, doppiata da Rachele Paolelli

### Net Navi
- MegaMan.EXE, doppiato da Stefano Crescentini
- ProtoMan.EXE, doppiato da Alessandro Tiberi
- Roll.EXE, doppiata da Valentina Mari
- IceMan.EXE, doppiato da Fabrizio Vidale
- LaserMan.EXE
- SpikeMan.EXE
- ShadeMan.EXE
- SharkMan.EXE, doppiato da Luigi Ferraro
- Bass.EXE, doppiato da Davide Lepore
- WoodMan.EXE, doppiato da Mauro Bosco